# Ashville (Pennsylvania)
Ashville  è un comune (borough) degli Stati Uniti d'America, nella contea di Cambria nello Stato della Pennsylvania.

## Società

### Evoluzione demografica
La composizione etnica vede la quasi totalità di quella bianca (97,4%), dati del 2010.
| borough di Ashville Popolazione |     |
| 2000                            | 279 |
| 2010                            | 227 |